# Paratropis papilligera
Paratropis papilligera är en spindelart som beskrevs av F. O. Pickard-Cambridge 1896. Paratropis papilligera ingår i släktet Paratropis och familjen Paratropididae. Inga underarter finns listade i Catalogue of Life.